# Anat Cohen-Dayag
Anat Cohen-Dayag es una empresaria israelí. Es presidenta y directora ejecutiva de la firma israelí de biotecnología Compugen Ltd, una compañía involucrada en el descubrimiento de fármacos. Ella había trabajado como científica en el departamento de I+D de Orgenics.

## Educación
Tiene una licenciatura en biología en la Universidad Ben-Gurion, y obtuvo una Maestría en Inmunología Química y un Doctorado en química biológica en el Instituto de Ciencias Weizman.